# Whytes frankolijn
Whytes frankolijn (Scleroptila whytei; synoniem: Francolinus whytei) is een vogel uit de familie fazantachtigen (Phasianidae). De wetenschappelijke naam van de soort is voor het eerst geldig gepubliceerd in 1908 door Oscar Neumann. De vogel is genoemd naar de Britse natuuronderzoeker Alexander Whyte (1834-1905).

## Kenmerken
De vogel is 33 tot 34 cm lang en lijkt sterk op Shelleys frankolijn. Eerder werd de soort ook als ondersoort beschouwd. Bij deze soort ontbreekt de opvallend witte keelvlek en de onderbuik is minder contrastrijk.

## Voorkomen
De soort komt voor zuidoostelijk Congo-Kinshasa, Zambia en noordelijk Malawi.

## Beschermingsstatus
Op de Rode Lijst van de IUCN heeft de soort de status niet bedreigd.